# Веденский заказник
Веденский биологический заказник — государственный заказник, расположенный в высокогорной части Веденского района и в Шаройском районе Чечни. Создан в 1963 году с целью сохранения и восстановления редких и исчезающих видов растений и животных. На южном склоне Андийского хребта к заказнику примыкает высокогорное озеро Кезенойам.
Имеет статус особо охраняемой природной территории регионального (республиканского) значения.

## Географическое положение
Заказник располагается в Веденском и Шаройском районах Чечни. Площадь заказника — 43 700 га, в том числе 18 тысяч га лесных охотоугодий, 20 тысяч гектаров субальпийских и альпийских лугов, 5,7 тыс. га каменников и осыпей.
Северная граница заказника проходит от села Дуцу-Хота на восток по нижней границе леса до села Элистанжи. Восточная граница — от Элистанжи через бывшее село Зиверхи до озера Кезенойам. Южная граница — от озера Кезеной-Ам по границе с Дагестаном до реки Чадари. На западе границы заказника проходит по реке Чадари до её впадения в реку Шароаргун и далее до села Шаро-Аргун, затем от села Шаро-Аргун по южным просекам кварталов 87, 99 и 98 Веденского лесхоза к селу Дуцу-Хота.
На территории Веденского заказника находится Аргунский государственный историко-архитектурный и природный музей-заповедник.

## Фауна
Некоторые представители фауны заказника:

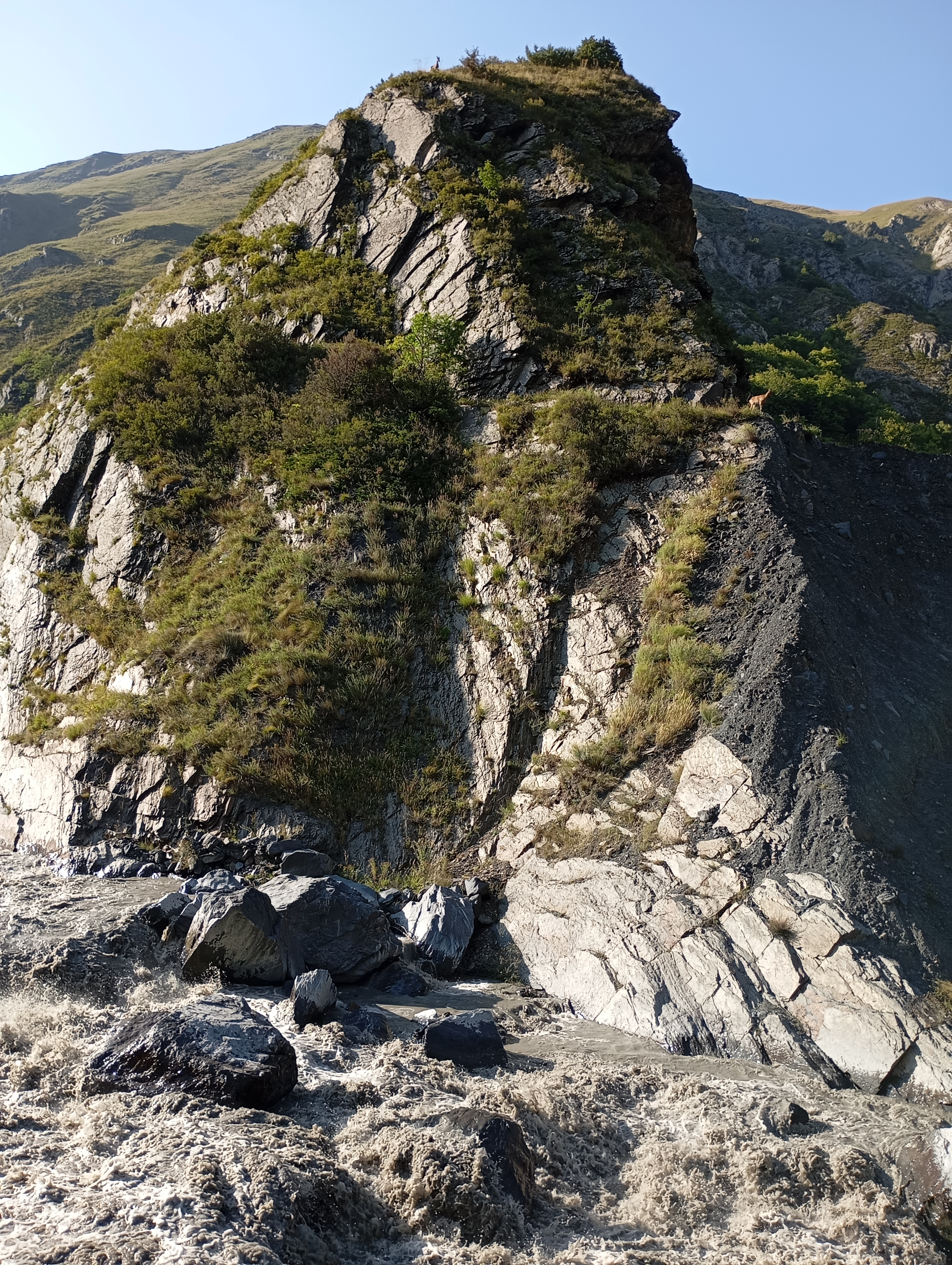
Олень возле реки

- беркут;
- большой подковонос;
- бородач;
- бурозубка Радде;
- гадюка Лотиева;
- желтоголовый королёк;
- кавказская ящерица;
- кавказский тетерев;
- клушица;
- лесной кот;
- малый подковонос;
- медведь;
- остроухая ночница;
- переднеазиатский леопард;
- пёстрый каменный дрозд;
- рысь;
- синий каменный дрозд;
- слепой крот;
- снежный вьюрок;
- стенолаз;
- филин.

## Флора
Некоторые представители флоры заказника:
- бересклет широколистный;
- берёза Радде;
- бузина чёрная;
- буквица лекарственная;
- воронец колосистый;
- габлиция;
- груша кавказская;
- диоскорея обыкновенная;
- зубянка клубненосная;
- зубянка пятилисточковая;
- калина гордовина;
- калина обыкновенная;
- копытень грузинский;
- костенец сколопендровый;
- клён белый;
- клён светлый;
- крыжовник обыкновенный;
- купена;
- ландыш закавказский;
- можжевельник длиннохвойный;
- малина Буша;
- морозник кавказский;
- мушмула германская;
- обвойник греческий;
- облепиха крушиновидная;
- первоцвет Воронова;
- первоцвет крупночашечный;
- подлесник европейский;
- рододендрон жёлтый;
- рябина обыкновенная;
- скальные виды колокольчиков;
- смородина Биберштейна;
- тис ягодный;
- толстостенка крупнолистная;
- фиалка;
- цицербита крупнолистная;
- хатьма тюрингенская;
- черемша;
- черешня;
- черёмуха обыкновенная;
- шиповник;
- яблоня восточная.